# موظف الصحة المجتمعية

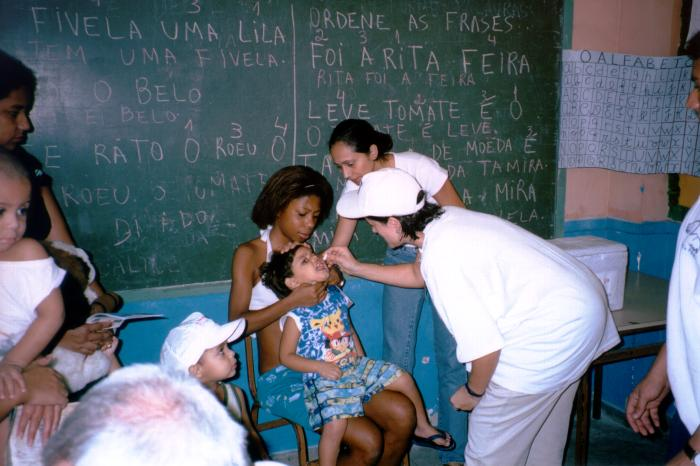
فريق طبي عام يقوم بتطعيم أطفال ضد شلل الأطفال في روكنها,مدينة في ريو دي جينيرو, 2001 (Source: مراكز مكافحة الأمراض واتقائها)

يُطلق مسمّى «موظف الصحة المجتمعية» على موقع وظيفي معين لعامل الصحة المجتمعية تمّ تطويره في البرازيل في العام 1991 من خلال PACS (برنامج عمال الصحة المجتمعية)وذلك كجزء من إنشاء النظام الصحي البرازيلي الموحد [الإنجليزية] والذي أوجده النظام الدستوري في عام 1988.

موظف الصحة العامة، والذي قيل أنه استلهم فكرته من البرنامج الصيني أطباء حفاة الأقدام، هو شخص غير مؤهل أكاديمياً لممارسة الطب أو التمريض،إلا أنه يمتلك صلاحية القيام بمهمة أولية تتمثل في جمع المعلومات عن الوضع الصحي في تجمع سكاني صغير من خلال قرب العلاقة به. فالتصميم الأولي يُحتّم على هذا الموظف أن يكون أحد المقيمين في شارع، حي، أو منطقة محيطة، وأن يكون قد تم اختياره بناءً على أسس العلاقة الطيبة بجيرانه، بالإضافة إلى قدرته تكريس ثمان ساعات يومياً من وقته للعمل. ويتم الإشراف على هذا الموظف من خلال طبيب أو ممرض في المستوصف الصحي، ويتم تنفيذ الزيارات المنزلية في المنطقة المغطاة من خلال الوحدة الصحية الأساسية. بهذه الطريقة يحصل الموظف على المعلومات التي تُفيّم المشاكل الصحية الرئيسية في تجمعه السكاني.

ومن خلال مقترح وزارة الصحة البرازيلية في العام 1994، عندما أنشأت البرنامج القومي صحة العائلة، والمسمى PSF [الإنجليزية]، أصبح بمقدور عمال الصحة المجتمعية التواجد في موضعين مختلفين فيما يتعلق بنظام الرعاية الصحية : 
- على صلة بإحدى الوحدات الصحية الأساسية غير المرتبطة ببرنامج صحة العائلة.
- على صلة بصحة عائلة أساسية كعضو في فريق الأجنحة الطبية.

ويوجد حالياً (أكتوبر 2009) أكثر من 260 ألف موظف صحة مجتمعية يتواجدون في المناطق الريفية والمناطق شبه الحضرية في البلديات الصغيرة إضافة إلى المدن الصناعية والمتحضرة بدرجة عالية.

## واجبات موظف الصحة المجتمعية
- تشجيع المنظمة المجتمعية باستمرار
- المشاركة في الحياة المجتمعية من خلال المنظمات في المقام الأول، وتشجيع نقاش القضايا ذات العلاقة بتحسين الحياة.
- تقوية الروابط بين المجتمع والخدمات الصحية.
- إعلام أعضاء الفريق الآخرين بالاحتياجات الصحية والتحركات الاجتماعية في المجتمع.
- توثيق الولادات، الأمراض التي تسترعي الانتباه [الإنجليزية]، الرقابة الوبائية، و الوفيات.
- توثيق كافة العائلات في منطقة الرعاية.
- تعريف وتوثيق كافة النساء الحوامل والأطفال من عمر 0 إلى عمر 6 سنوات في منطقة الرعاية من خلال الرعاية من خلال الرعاية المنزلية.
- الدمج بين المنظمات الحكومية و غير الحكومية، جماعات من الإتحادات المجتمعية (رعاة الأمومة، نادي الأم،.. الخ)
- تنفيذ أفعال ونشاطات صحية أساسية وذلك تبعاً لمستوى الموظف \ ة من المنافسة :
- متابعة النساء الحوامل والأمهات المرضعات.
- تشجيع الرضاعة الطبيعية.
- متابعة النمو والتطور لدى الأطفال.
- التأكد من تحقق جدول التطعيم والتطاعيم الأخرى الضرورية.
- إدارة أمراض الإسهال.
- إدارة العدوى التنفسية الحادة.
- الإرشاد نحو الطعام البديل.
- استخدام الطب الشعبي.
- تشجيع رفع المستوى الصحي وتحسين البيئة.

## وصلات خارجية
- https://www.pregnancyladies.com/2018/10/youre-pregnant.html

تصنيفات : الصحة العامة | الصحة في البرازيل | 